# 瓦克拉坦卡山
13°08′36″S 72°13′54″W / 13.14333°S 72.23167°W
瓦克拉坦卡山（Huacratanca），是秘魯的山峰，位於該國東南部庫斯科大區，由烏魯班巴省的奧揚泰坦博區負責管轄，屬於烏魯潘帕山脈的一部分，海拔高度5,024米。